# Carl Ramon Soter von Lederer

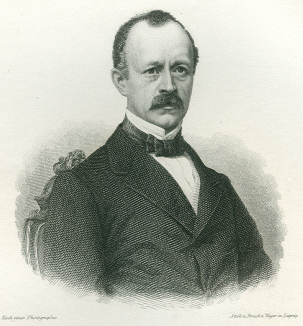
Carl Ramon Soter von Lederer

Carl Ramon Soter Freiherr von Lederer (* 22. April 1817 in Cádiz; † 16. September 1890 in Görz) war ein österreichischer Diplomat.

## Leben
Carl von Lederer war der Sohn des österreichischen Generalkonsuls in Cádiz, Alois von Lederer (* 20. Mai 1773 in Wien; † 22. Dezember 1842 in New York). 1819 kam er mit seiner Familie nach New York und wurde 1826 nach Österreich gebracht, um dort zu studieren. 1839 trat er in den diplomatischen Staatsdienst, wurde 1847 Legationssekretär in Kopenhagen und 1852 österreichischer Geschäftsträger in Modena und Parma. 1855 übernahm er die Leitung des Generalkonsulats in Warschau.
Von 1863 bis 1868 war er Ministerresident bei den Hansestädten in Hamburg und 1868 bis 1874 österreichischer Botschafter in den Vereinigten Staaten. 1875 trat er in den Ruhestand und zog 1886 nach Görz in Italien.